# Maire de Los Angeles
Le maire de Los Angeles est le chef du pouvoir exécutif du gouvernement de Los Angeles (en) et le directeur général de la ville. Officiellement, son bureau est non partisan, un amendement apporté à la constitution de l'État de Californie en 1909 ; auparavant, les élections et le mandat étaient partisans.
Quarante-deux hommes et une femme ont occupé la fonction de maire depuis 1850, date à laquelle la Californie est devenue un État américain à la suite de sa conquête. Entre 1781 et 1850, les Californios, ou résidents nés sur le territoire mexicain, servaient d'alcalde, position équivalente au titre de maire.
La maire actuelle, Karen Bass, est élue le 17 novembre 2022 (en) et prend ses fonctions le 12 décembre 2022.

## Histoire
Le poste d'Alcade (en), maire d'El Pueblo de la Reina de los Ángeles, est créé en 1781 et élu chaque année sans droit de réélection pendant deux ans,,. En 1841, cette fonction est abolie et remplacée par deux Jueces de Paz (juge de paix). En 1844, la charge d'alcalde est restaurée mais les deux fonctionnaires sont conservés. Lorsque la Californie est conquise en 1850, et Los Angeles rattachée aux États-Unis, le nom du bureau est changé en Maire.

## Pouvoirs
Los Angeles est un gouvernement de conseil. Ce système donne au maire le poste de directeur général de la ville. Il nomme les directeurs généraux et les commissaires, révoque les fonctionnaires des postes municipaux et propose un budget annuel. La plupart des nominations et propositions du maire sont soumises à l'approbation du conseil municipal. Il a également le pouvoir d'opposer son veto ou d'approuver certaines actions du conseil municipal, bien que ce dernier puisse annuler le veto du maire avec un vote des deux tiers,.
L'organisation du cabinet du maire est différente à chaque nouvelle administration, mais est presque systématiquement dirigée par un directeur de cabinet, un directeur de cabinet adjoint, un directeur de la communication et plusieurs adjoints au maire. Chaque maire organise son bureau en différents départements, avec généralement l'équipe chargée du logement, l'équipe des affaires commerciales, le bureau du commerce international, le corps des volontaires du maire et le bureau des affaires d'immigration, entre autres divisions.
Le bureau du maire est à l'hôtel de ville de Los Angeles et sa résidence dans le manoir Getty House (en), situé à Windsor Square. En 2020, le salaire annuel de maire s'élève à 248 141 $.

## Succession
Si le poste de maire est vacant, le conseil municipal a le choix de nommer un nouveau maire ou de tenir une élection spéciale. Le remplaçant, s'il est nommé, sert jusqu'à la prochaine primaire régulière prévue pour une élection générale municipale. S'il reste une partie du mandat, une élection spéciale aura lieu pour élire un candidat pour le reste du mandat.[réf. nécessaire]
Le maire peut être révoqué par les électeurs inscrits si au moins 15 pour cent des électeurs éligibles signent une pétition de révocation dans les 120 jours suivant le premier jour de diffusion de celle-ci. Dans le cas où la pétition est acceptée, une élection spéciale est organisée. Elle vise à demander aux électeurs s'ils souhaitent que le titulaire actuel soit démis de ses fonctions et qui, parmi une liste de candidats, doit le remplacer le cas échéant. Si la révocation réussit, le candidat remplaçant ayant obtenu la majorité des voix succède au titulaire évincé. Si aucun candidat remplaçant n'obtient la majorité des voix, les deux opposants arrivés en tête s'affrontent dans un second tour spécial.

## Élections
Le maire est élu pour un mandat de quatre ans, avec une limite de deux mandats consécutifs, et est officiellement non partisan d'après la loi de l'État. Mais la plupart des candidats à la mairie identifient une préférence de parti pendant les élections,.
Le maire est élu lors d'élections à l'échelle municipale selon un système à deux tours. Le premier tour de l'élection est appelé élection primaire. Si un candidat obtient une majorité des voix au premier tour, il est élu. Si la majorité n'est obtenue par aucun candidat, les deux premiers concurrents, en nombre de votants, se qualifient pour un second tour, appelé élection générale. La charte de la ville autorise l'inscription de candidats pour les élections primaires, mais pas pour le second tour des élections générales.
De 1909 à 2017, les élections à la mairie ont lieu les années impaires. En octobre 2014, le conseil municipal de Los Angeles recommande de programmer les élections municipales la même année que les élections des gouverneurs et des présidentielles dans le but d'augmenter le taux de participation,. Le 3 mars 2015, les électeurs adoptent un amendement à la charte visant à prolonger à cinq ans et demi le mandat du maire élu en 2017. À partir de 2022, les élections à la mairie sont regroupées avec les élections au poste de gouverneur à l’échelle de l’État, organisées tous les quatre ans.
Les dernières élections ont eu lieu en novembre 2022. La politicienne Karen Bass a vaincu l'homme d'affaires Rick Caruso (en).

## Voir également
- Histoire de Los Angeles
- Chronologie de Los Angeles (en)
- Gouvernement de Los Angeles (en)
- Conseil municipal de Los Angeles
- Président du conseil municipal de Los Angeles (en)
- Liste des maires de Los Angeles